# Clifford W. Morden
Clifford W. Morden  ( n. 1955) es un botánico y profesor estadounidense. Trabaja activamente en el Proyecto de Flora centroamericana, en el jardín botánico de Misuri. Y desarrolla su actividad académica como profesor adjunto en el "Departamento de Botánica, Universidad de Hawaii. Es curador en el "John S. Lehmann Curator of Grasses", Missouri Botanical Garden.
En 1978 obtuvo su B.Sc., y su M.Sc. en 1980, ambos de la Brigham Young University. Y en 1985, su Ph.D., de la Texas A&M University.

## Algunas publicaciones
- Morden, C. W., D. Weniger, D. E. Gardner. 2002. Phylogeny and biogeography of Pacific Rubus subg. Idaeobatus (Rosaceae) species: investigating the origin of the endemic Hawaiian raspberry R. macraei. Pacific Science
- Kwon, J. A.; C. W. Morden. 2002. Population genetic structure of two rare tree species (Colubrina oppositifolia and Alphitonia ponderosa, Rhamnaceae) from Hawaiian dry and mesic forests using RAPD markers. Molecular Ecology 11: 991-1001
- Steiger, D. L., C. Nagai, P. H. Moore, C. W. Morden, R. V. Osgood, R. Ming. 2002. AFLP analysis of genetic diversity within and among Coffea arabica cultivars. Theoretical and Applied Genetics
- Caraway, V., G. D. Carr, C. W. Morden. 2001. Assessment of hybridization and introgression in lava-colonizing Hawaiian Dubautia (Asteraceae: Madiinae) using RAPD markers. American Journal of Botany 88: 1688-1694
- Millen, R. S., R. G. Olmstead, K. L. Adams, J. D. Palmer, N. T. Lao, L. Heggie, T. A. Kavanagh, J. M. Hibberd, J. C. Gray, C. W. Morden, P. J. Calie, L. S. Jermiin, K. H. Wolfe. 2001. Many parallel losses of infA from chloroplast DNA during angiosperm evolution with multiple independent transfers to the nucleus. The Plant Cell 13: 645-658
- Motley, T. J., C. W. Morden. 2001. Utility of RAPD Markers in Evaluating the Status of the Hawaiian Tree Fern Cibotium ´heleniae. Pacific Science 55: 145-155
- Phillips, N., C. M. Smith, C. W. Morden. 2001. An effective DNA extraction protocol for brown algae. Phycological Research 49: 97-102
- Randell, R. A., C. W. Morden. 1999. Hawaiian Plant DNA library II: endemic, indigenous, and introduced species. Pacific Science 53: 401-417
- Morden, C. W., W. Loeffler. 1999. Fragmentation and genetic differentiation among subpopulations of the endangered Hawaiian mint Haplostachys haplostachya (Lamiaceae). Molecular Ecology 8: 617-625
- Aradhya, M. K., R. M. Manshardt, F. Zee, C. W. Morden. 1999. A phylogenetic analysis of the genus Carica L. (Caricaceae) based on restriction fragment length variation in a cpDNA intergenic spacer region. Genetic Research in Crop Evolution 46: 579-586
- Howarth, D. G., D. E. Gardner, C. W. Morden. 1997. Phylogeny of Rubus subgenus Idaeobatus (Rosaceae) and its implications toward colonization of the Hawaiian Islands. Systematic Botany 22: 433-441
- Adams, D. N., C. W. Morden. 1997. Genetic variation among Hawaiian cultivars of uala (Ipomoea batatis). Newsl. Haw. Bot. Soc. 36: 37-41
- Loeffler, W., C. W. Morden. 1997. Effects of population fragmentation on genetic variation of Haplostachys haplostachya, an endangered Hawaiian mint. Newsl. Haw. Bot. Soc. 36: 42-46
- Carino, D. A., C. W. Morden. 1997. Identification of Dubautia paleata x D. raillardioides hybrids using RAPD markers. Newsl. Haw. Bot. Soc. 36: 47-51
- Hunter, C. L., C. W. Morden, C. M. Smith. 1997. The utility of ITS sequences in assessing relationships among zooxanthellae and corals. In H. A. Lessios (ed.) Proc. 8th International Coral Reef Symposium. Panamá
- Morden, C. W., S. L. Hatch. 1996. Morphological variation and synopsis of the Muhlenbergia repens complex (Poaceae). SIDA 17(2):
- Chesnick, J. M., C. W. Morden, A. M. Schmieg. 1996. Identity of the Peridinium foliaceum (Pyrrhophyta) endosymbiont: analysis of the rbcLS operon. J. Phycol. 32 ( 5): 850-857
- Goulding, S.E., Olmstead, R.G., Morden, C.W., Wolfe, K.H. 1996. Ebb and Flow of the Chloroplast Inverted Repeat. Mol. Gen. Genet. 252: 195-206
- Morden, C. W., V. C. Caraway, T. J. Motley. 1996. Development of a DNA library for native Hawaiian plants. Pacific Science 50: 324-335
- Ems, S., C. W. Morden, C. K. Dixon, K. H. Wolfe, C. W. dePamphilis, J. D. Palmer. 1995. Transcription, splicing, and editing of plastid RNAs in the nonphotosynthetic plant Epifagus virginiana. Plant Mol. Biol. 29: 721-733
- Morden, C. W. 1995. A new combination in Muhlenbergia (Poaceae). Phytologia 79: 28-30
- Morden, C. W., C. F. Delwiche, M. Kuhsel, J. D. Palmer. 1992. Gene phylogenies and the endosymbiotic origin of plastids. BioSystems 28:75-90
- Wolfe, K. H., C. W. Morden, J. D. Palmer. 1992. Function and evolution of a minimal plastid genome from a nonphotosynthetic parasitic plant. Proc. Natl. Acad. Sci. USA 89 :10648-10652
- Wolfe, K. H., C. W. Morden, S. C. Ems, J. D. Palmer. 1992. Rapid evolution of the plastid translational apparatus in a nonphotosynthetic plant: loss or accelerated sequence evolution of tRNA and ribosomal protein genes. J. Mol. Evol. 35:304-317
- Wolfe, K. H., C. W. Morden, J. D. Palmer. 1992. Small single-copy region of plastid DNA in the non-photosynthetic angiosperm Epifagus virginiana contains only two genes: differences among dicots, monocots and bryophytes in gene organization at a non-bioenergetic locus. J. Mol. Biol. 223:95-104
- Wolfe, K. H., D. S. Katz-Downie, C. W. Morden, J. D. Palmer. 1992. Evolution of the plastid ribosomal RNA operon in a nongreen parasitic plant: Accelerated sequence evolution, altered promoter structure, and tRNA pseudogenes. Plant Mol. Biol. 18:1037-1048.
- Morden, C. W., K. H. Wolfe, J. D. Palmer. 1991. Plastid translation and transcription genes in a non-photosynthetic plant: intact, missing and pseudo genes. EMBO J. 10:3281-3288
- Wolfe, K. H., C. W. Morden, J. D. Palmer. 1991. Ins and outs of plastid genome evolution. Current Opinions in Genetics and Development 1:523-529
- Taylor, G. W., K. H. Wolfe, C. W. Morden, C. W. de Pamphilis, J. D. Palmer. 1991. Lack of a functional plastid tRNACys gene is associated with loss of photosynthesis in a lineage of parasitic plants. Curr. Genet. 20: 515-518
- Morden, C. W., S. S. Golden. 1991. Sequence analysis and phylogenetic reconstruction of the genes encoding the large and small subunits of ribulose-1,5-bisphosphate carboxylase/oxygenase from the chlorophyll b -containing prokaryote Prochlorothrix hollandica. J. Mol. Evol. 32:379-395
- Douglas, S., D. G. Durnford, C. W. Morden. 1990. Nucleotide sequence analysis of the gene for the large subunit of ribulose-1,5-bisphosphate carboxylase/oxygenase from Cryptomonas F: evidence supporting the polyphyletic origin of plastids J. Phycol. 26:500-508
- Morden, C. W., J. Doebley, K. F. Schertz. 1990. Allozyme variation among the spontaneous species of Sorghum section Sorghum (Poaceae). Theor. Appl. Gen. 80:296-304
- Morden, C. W., S. S. Golden. 1989. psbA genes indicate common ancestry of prochlorophytes and chloroplasts. Nature 337:382-385. Corrigendum 339:400
- Morden, C. W., J. Doebley, K. F. Schertz. 1989. Allozyme variation in old world races of Sorghum bicolor (Poaceae). Amer. J. Bot. 76 (2) :247-255
- Morden, C. W., S. L. Hatch. 1989. An analysis of morphological variation in Muhlenbergia capillaris (Poaceae) and its allies in the southeastern United States. SIDA 13: 303-314
- Morden, C. W., J. F. Doebley, K. F. Schertz. 1988. Genetic control and subcellular localization of aconitase isozymes in Sorghum. J. Hered. 79: 294-299
- Morden, C. W., J. Doebley, K. F. Schertz. 1987. A manual of techniques for starch gel electrophoresis of Sorghum isozymes. Texas Agricultural Experiment Station MP-1635, College Station, Texas. pp. 1-10
- Morden, C. W., S. L. Hatch. 1987. Anatomical study of the Muhlenbergia repens complex (Poaceae: Chloridoideae: Eragrostideae). SIDA 12: 347-359

- La abreviatura «Morden» se emplea para indicar a Clifford W. Morden como autoridad en la descripción y clasificación científica de los vegetales.[2]